# Fédération des amis des chemins de fer secondaires
Pour les articles homonymes, voir FACS.
La Fédération des amis des chemins de fer secondaires (FACS) est une association française qui depuis 1957 œuvre pour la sauvegarde, la conservation, la restauration et la valorisation du matériel roulant ferroviaire et des lignes de chemins de fer secondaires. Elle est aussi à l'origine de la création de chemins de fer touristiques et elle participe à la recherche, l'écriture et l'archivage de l'histoire des réseaux ferroviaires de voie ferrée d'intérêt local, notamment à voie étroite, et leurs matériels.

## Fédération des Amis des Chemins de fer Secondaires

### Historique de l'association

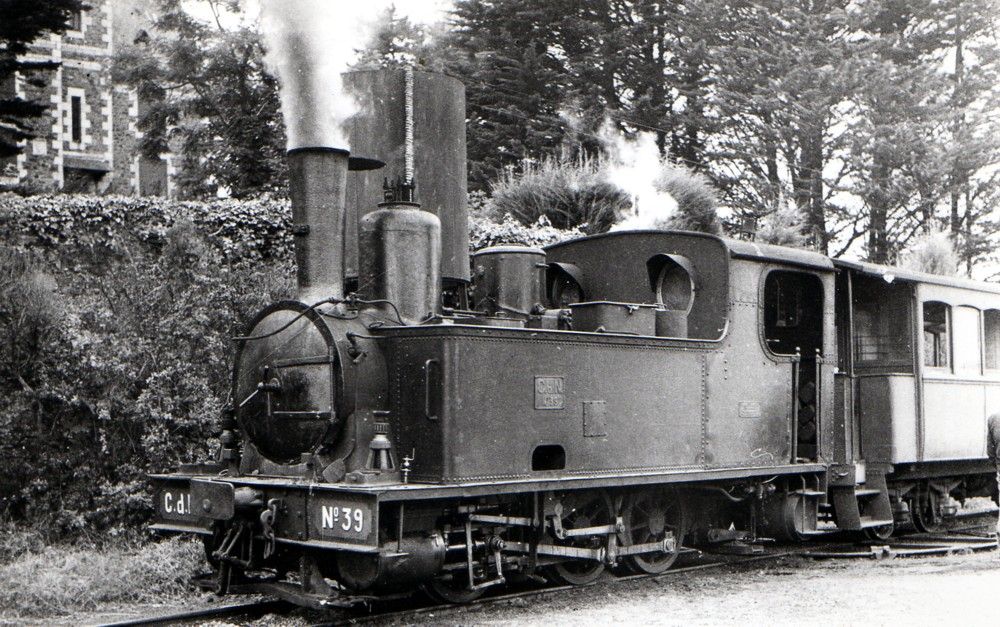
Chemins de fer des Côtes-du-Nord, Saint Quay 1955.

L'association loi de 1901, est fondée le 1er janvier 1957 à l'initiative de jeunes gens qui ne peuvent se résigner à voir disparaître une à une toutes les lignes de chemins de fer secondaires et les tramways. Depuis, ces jeunes créateurs ont vieilli, mais d'autres passionnés ont rejoint ce mouvement. Les plus actifs ont fondé des chemins de fer touristiques, ont rassemblé sur leurs deniers des collections devenus inestimables, ou plus simplement ont aidé à préserver un patrimoine ou à en écrire l’histoire à travers la revue Chemins de fer régionaux et tramways.
- 1957 : Association du Musée des Transports Urbains, Interurbains et ruraux (AMTUIR)
- 1966 : Association du Musée des Transports de Pithiviers (AMTP)[2]
- 1968 : Association du Chemin de Fer Forestier d'Abreschviller (ACFA)
- 1969 : Chemin de fer du Vivarais (CFV)
- 1971 : Chemin de fer de la Baie de Somme (CFBS)
- 1976 : Musée des Tramways à Vapeur et des Chemins de fer Secondaires français (MTVS)

Dans les années 1980, plusieurs chemins de fer touristiques membres de la FACS fondent un groupe interne pour fédérer leurs expériences. Rapidement, ce groupe prend le nom d'UNECTO. Au fil des années il s'étoffe jusqu'à rassembler plus de 60 membres. L'association complète officiellement sa dénomination en Fédération des Amis des Chemins de fer Secondaires - Union des exploitants de chemins de fer touristiques (FACS - UNECTO). Le 18 mars 2007, l'association UNECTO est créée. La FACS et l'UNECTO restent liées par deux administrateurs croisés et l'édition de la revue. En 2009 la FACS reprend officiellement son nom d'origine, Fédération des Amis des Chemins de fer Secondaires, le 18 avril 2009
En 2017, l'association est reconnue d'utilité publique 
En décembre 2019, l'association présente un wagon citerne chimique dont la livrée reprend son logo et les couleurs d'un modèle réduit réalisé en 2018. Cette opération a été possible grâce à la collaboration avec les sociétés SDH FER et MILLET. C'est la première fois en France qu'un wagon réel reproduit un modèle réduit et qu'une association de patrimoine ferroviaire dispose de son logo sur un matériel circulant en service commercial sur le réseau national.

### Revue Transports & patrimoine ferroviaires, anciennementChemins de fer régionaux et tramways
La FACS édite une revue bimestrielle qui, après s'être longtemps appelée Chemins de fer secondaires, a pris en 1969 le nom de Chemins de fer régionaux et urbains, puis, en 2006, celui de Chemins de fer régionaux et tramways.
Enfin en 2021, elle prend le nom de Transports & patrimoine ferroviaires à partir du N° 404.
Chaque numéro de la revue comprend un dossier sur un réseau, un matériel, une technologie utilisées par les anciens secondaires ou les tramways (France, Benelux, Europe, Monde), passés ou actuels, qui constitue une monographie complète sur le sujet concerné, ainsi que des actualités concernant tant les réseaux fédérés que les autres exploitations.
Ses archives constituent référence indispensable pour toute personne intéressée par ces sujets.

### Présidents
- 1957-1959 : Claude Wagner, président fondateur
- 1959-1992 : Réné Hulot, président d'honneur
- 1993-1999 : Léon Simmonnet
- 2000-2002 : Claude Bouchaud
- 2002-2003 : Francois Cheveau (démission)
- Hiver 2003 : Interim de Paul Carenco (vice-président)
- 2003-2008 : juillet: Claude Bouchaud
- 2008 juillet-2009: Interim du vice-président Jean-Claude Vaudois
- 2009 : Jean-Paul Lescat

### Voyages

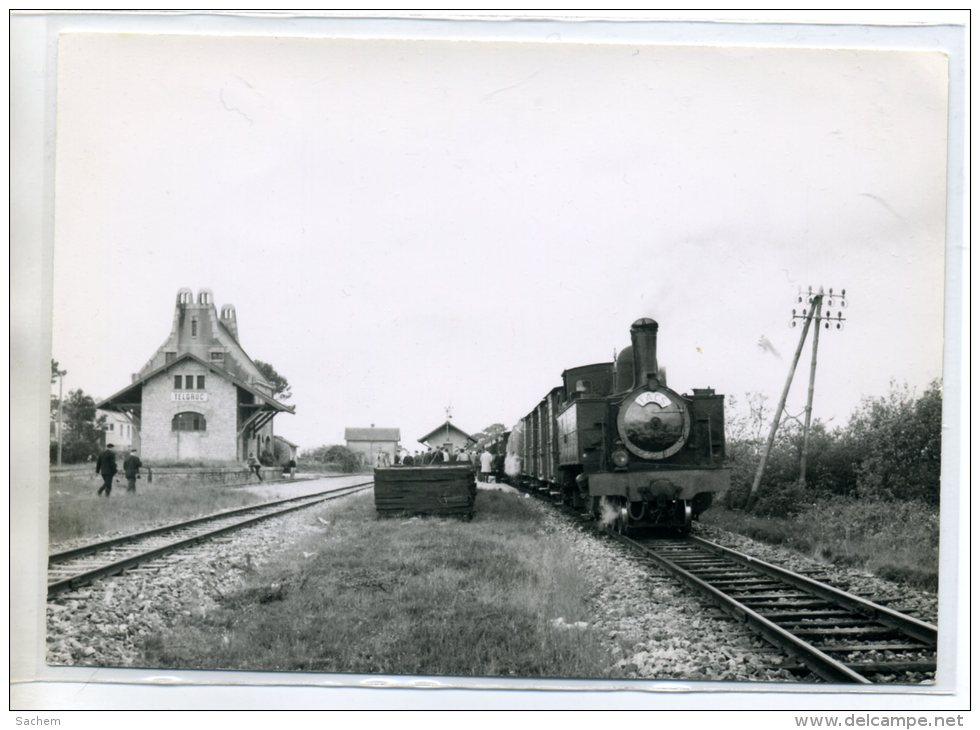
Train FACS sur le Réseau breton en 1965 sur la ligne Chateaulin - Camaret en gare de Telgruc

Chaque année, depuis 1957, la FACS organise plusieurs voyages sur des réseaux de tramways ou de chemins de fer secondaires en France ou à l'étranger. Les premiers voyages sont restés célèbres, car ils sont immortalisés par de nombreux clichés. En voici quelques-uns :
- 1958, 25 mai, Tramways de la Corrèze
- 1959, 4 avril, SE réseau de la Somme, (voyage d'adieu à la vapeur)
- 1959, 3-4 mai, Tramways de la Corrèze (voyage d'adieu), PO-Corrèze
- 1963, mai, CFD Vivarais: Dunières--La Voulte
- 1964, 31 mai, PO-Corrèze: Uzerche--Tulle--Argentat
- 1965, Mamers--Saint-Calais
- 1965, mai, Réseau breton,
- 1966, 7-8 mai, CFTM Meyzieu et CFD Vivarais: Tournon--Dunières
- 1966, 12 juin, chemin de fer Avricourt--Blamont--Cirey
- 1967, tramways de Karlsruhe (Allemagne)
- 1968, mai, CFD Vivarais, de Dunières--Le Cheylard--Tournon--La Voulte--Dunières (voyage d'adieu)
- 1969, PO-Corrèze: voyage d'adieu en traction vapeur
- 1970, Chemins de fer de la Provence
- 1971, mars: Dunières--Saint-Agrève, Lamastre--Tournon, et Ligne de La Mure.
- 1972, CFTA, réseau de la Somme, (voyage d'adieu à la ligne Noyelles-Cayeux)

Les voyages seront, plus tard, développés également vers l'étranger. Plusieurs voyages sont proposés tous les ans. En 2019, l'association Train Access est créée pour reprendre cette activité des "grands voyages" et permettre à la FACS de se recentrer sur le patrimoine.

### Matériel préservé
La FACS est propriétaire de matériel roulant ferroviaire, qu'elle a préservé de la destruction et qu'elle confie à des associations qui ont créé et gèrent des chemins de fer touristiques.
En 2022, la FACS reçoit un don de matériels à voie de 60 cm confié au CF de la Vallée de l'Ouche
En 2023, La FACS reçoit un important don de matériels à voie de 60 cm de M. Couléard fondateur de l'APEMVE dans la Sarthe. Ce matériel reste confié à l'APEMVE à l'exception d'une locomotive confiée à l'APPEVA.

#### Locomotives à vapeur

##### À voie normale
| locomotives                           | constructeur             | numéro constr. | origine                                       | localisation                                                           | photo |
| 231 K 8 · Classé MH (1987).           | Henschel                 | 10851/1908     | ex SNCF, ex PLM,                              | confiée au MFPN ateliers SNCF de Drancy                                |       |
| 230 G 352                             | Batignolles-Châtillon    | 2090/1923      | ex SNCF, ex PO                                | confiée au CFTV                                                        |       |
| 140 C 314                             | North British locomotive | 21651/1917     | ex SNCF, ex État                              | confiée au CFTV                                                        |       |
| 030 T 8157 · Classé MH (1988)         | SACM                     | 8157/1953      | ex-mine de la Grand-Combe HBC n° 1            | Confiée à au CFTV Transférée le 8 avril 2021 Précédemment à Ambert     |       |
| 030 T 8 « Léonie » · Classé MH (1988) | Corpet-Louvet            | 1933/1948      | ex-Houillères du Bassin des Cévennes HBC n° 8 | Confiée à RFVL Rotonde ferroviaire de Montabon. Précédemment à Ambert. |       |

##### À voie métrique
| locomotives                         | constructeur                | numéro constr. | origine                         | localisation                                                 | photo |
| 020T no 11                          | Corpet-Louvet               | 1589/1921      | Et. Paul FROT                   | SABA                                                         |       |
| 020T no 15                          | Corpet-Louvet               | 1667/1925      | Et. Paul FROT                   | CFBS (ACFCdN)                                                |       |
| 030T no 75 · Classé MH (1987).      | Corpet-Louvet               | 1234/1909      | Tramways d'Ille-et-Vilaine      | MTVS - Crèvecœur-le-Grand                                    |       |
| 030T no 101 · Classé MH (1994).     | Pinguely                    | 165/1905       | chemins de fer du Morbihan      | CFBS                                                         |       |
| 040T no 22                          | Corpet-Louvet               | 1614/1922      | Et. Paul FROT                   | VFV-Tence                                                    |       |
| 040T no 24                          | Corpet-Louvet               | 1616/1923      | Et. Paul FROT                   | SABA                                                         |       |
| 020-020T no 101 · Classé MH (1987). | Blanc-Misseron              | 336/1906       | PO-Corrèze                      | VFV-Tence                                                    |       |
| 130T no 77 · Classé MH (1994)       | Anciens Établissements Cail | 2458/1895      | ex CFD Charentes et Deux-Sèvres | VFV-Tence depuis juin 2017, précédemment à l'AMTP Pithiviers |       |
| 230T no 327 · Classé MH (1987).     | Fives-Lille                 | 3582/1909      | Réseau breton                   | GECP Puget Théniers                                          |       |

##### À voie de 60 cm
| locomotives                            | constructeur       | numéro constr. | origine                                      | localisation     | photo |
| 030 T Type 17                          | Decauville         | 1609           |                                              | Confiée au CFVO  |       |
| 040+T type DFB HF 2103                 | Borsig             | 10334          | CF Forestier de Cserna Bialostocka (Pologne) | Confiée à APPEVA |       |
| 040T Type DFB HF 2166 Classé MH (2010) | Orenstein & Koppel | 8594           | TP Ruvenhorst & Humbert n°31 Alexandrine     | Confiée à APEMVE |       |
| 020T N°2 Classée MH (2010)             | Borsig             | 7983           | Mine de l Orb / Carrière de Luzy             | Confiée à APEMVE |       |
| 040T type HF 160D N°4-13               | Franco-Belge       | 2844           | Tramway de Pithiviers à Toury                | Confiée à APEMVE |       |
| Tender à 2 essieux Type HF110          | Jung               |                |                                              | Confiée à APEMVE |       |
| Tender à bogies Type DFB HF            | Orenstein & Koppel |                | CF de l'Etat Bulgare                         | Confiée à APEMVE |       |
| Tender à 2 essieux Type 15/18PS        | Gmeinder           |                | TP Nennig/Patry                              | Confiée à APEMVE |       |

#### Locomotive Électrique

##### À voie normale
| locomotives                  | constructeur | numéro constr. | origine        | localisation | photo |
| 2D2 5525 · Classé MH (1990). | Fives-Lille  | 4833/1932      | ex-SNCF, ex PO | Préservée par les associations FACS, AFAC et COPEF puis propriété transférée à FACS en 2024. Confiée au COPEF dépôt d'Ivry-sur-Seine |       |

##### À voie de 60 cm
| locomotives             | constructeur  | numéro constr. | origine   | localisation    | photo |
| Locotracteur électrique | Milhoud & Cie |                | Industrie | Confiée au CFVO |       |

#### Locomotives et Locotracteurs Diesel

##### À voie normale
| locomotives | constructeur | numéro constr. | origine                                                         | localisation                                            | photo |
| BB71010     | CFD          | -              | SNCF puis Rive-Bleu-Express Evian (France)-Le Bouveret (Suisse) | Confiée à Trains & Traction pour le Train des Mouettes. |       |

##### À voie de 60 cm
| locomotives                            | constructeur       | numéro constr. | origine                                                 | localisation    | photo |
| locotracteur                           | Karl Marx          | 26 2058        | Industrie                                               | Confiée au CFVO |       |
| locotracteur type C50                  | Ganz Mavag         | C 22.403       | Industrie                                               | Confiée au CFVO |       |
| locotracteur type M1 115 BE            | LLD-Deutz          |                | Industrie                                               | Confiée au CFVO |       |
| locotracteur type 15/17 PS             | GMEINDER           | 2090           | Industrie                                               | Confiée au CFVO |       |
| Locotracteur type MV4A 0B0             | Orenstein & Koppel | 26240 / 1963   | Ex. Entreprise de traverse à La Flèche ex voie métrique | Confié à APEMVE |       |
| Locotracteur Type TMB 15 0B0           | Decauville         | 419 / 1957     | Ex. Mine de la Cogéma Vendée                            | Confié à APEMVE |       |
| Locotracteur type 3635 K2 de 30 CV 0B0 | Berry              | 753 / ?        | Ex. Mine de la Cogéma                                   | Confié à APEMVE |       |
| Loctracteur type 3635 K2 de 30 CV 0B0  | Berry              | 754 / ?        | Ex. Mine de la Cogéma                                   | Confié à APEMVE |       |
| Locotracteur type 4538 R3 de 37 CV 0B0 | Berry              | 882 / ?        | Ex. Mine de la Cogéma Vendée                            | Confié à APEMVE |       |
| Locotracteur type TMB 30 0B0           | Decauville         | 136 / 1947     | Ex. Entrepôt de munition de Luchaire                    | Confié à APEMVE |       |
| Locotracteur type TMB 30 0B0           | Decauville         | 339 / 1955     | Ex. Entrepôt de munition de Luchaire                    | Confié à APEMVE |       |
| Locotracteur type V10C 0C0             | LKM                | 250554 / 1973  | Ex. CF Forestier de Hajnowka Pologne                    | Confié à APEMVE |       |
| Locotracteur type 50 PS 0B0 N°57       | Gmeinder           | 3005 / 1940    | Ex. Ardoisière de Trélazé                               | Confié à APEMVE |       |
| Locotracteur type TMB 45 0B0           | Decauville         | ?              | Ex. Mine de Merlebach - voie de 57 cm                   | Confié à APEMVE |       |
| Locotracteur 0B0 N° 25                 | De Dietrich        | 89099 / 1987   | Ex. mine de la Houve ex voie métrique                   | Confié à APEMVE |       |
| Locotracteur type LYD2 LH30 0C0        | Faur               | 23380 / 1977   | Ex. PKP Bialosliwie                                     | Confié à APEMVE |       |

#### Autorails et Automotrices

##### À voie normale
| Autorail | constructeur   | numéro constr. | origine                | localisation                                            | photo |
| CFD 902  | Billard        | ?/1947         | ex-CFD Richelieu       | Confié à la Rotonde ferroviaire de Montabon             |       |
| X 3824   | Régie Renault  | ?              | ex-SNCF                | Confiée à ATSF stationné à Ambert                       |       |
| X 5845   | Régie Renault  | ?/1954         | ex-SNCF                | Confiée à ATSF stationné à Ambert                       |       |
| CFD 915  | CFD Montmirail | ?/1953         | ex-CFD Autun – Avallon | Stationné à Montmarault au CFA En attente d'affectation |       |

##### À voie métrique
| Autorail           | constructeur  | numéro constr. | origine | localisation                                                                     | photo |
| CFC 201 type ABH-8 | Régie Renault | ?/1949         | ex-CFC  | confié au Musée des tramways à vapeur et des chemins de fer secondaires français |       |

#### Voiture Voyageurs et Fourgons

##### À voie normale
| voitures                          | année   | origine | localisation   | type      | photo |
| remorque FNC XRBD 9207 classée MH | 1948-52 | SNCF    | Confiée à ATSF | 2 essieux |       |

##### À voie métrique
| voitures                                          | année | origine                                                  | localisation                                                  | type    | photo |
| « B39 » · Classé MH (1992)                        | 1908  | Tramways de la Sarthe puis PO-Corrèze                    | SABA                                                          | bogies  |       |
| « B40 » · Classé MH (1992)                        | 1908  | Tramways de la Sarthe puis PO-Corrèze                    | SABA                                                          | bogies  |       |
| « B41 » · Classé MH (1992)                        | 1908  | Tramways de la Sarthe puis PO-Corrèze                    | SABA                                                          | bogies  |       |
| « ABCDf 14 (renumérotée 107) » · Classé MH (1992) | 1894  | Réseau breton                                            | SGVA                                                          | bogies  |       |
| « ABDfy 89 » · Classé MH (1992)                   | 1909  | Réseau breton                                            | SGVA                                                          | bogies  |       |
| « AC2f » · Classé MH (1993)                       | 1904  | PO-Corrèze                                               | VFV-Tence depuis juin 2017, précédemment à l'AMTP Pithiviers. | essieux |       |
| « BCf 101 » · Classé MH (1993)                    | 1894  | VFIL dite « Verneuil »,                                  | Chemin de fer de la baie de Somme                             | essieux |       |
| « Df 225 » · Classé MH (1992)                     | 1913  | Réseau breton puis PO-Corrèze                            | SABA                                                          | essieux |       |
| « B51 » Classé MH (2002)                          | 1896  | Caisse Tramways de la Vendée montée sur châssis Polonais | APEMVE                                                        | essieux |       |
| « B52 »                                           | 1896  | Caisse Tramways de la Vendée montée sur châssis Polonais | APEMVE                                                        | essieux |       |
| « B? » sans châssis                               |       | Tramways d'Ille et Vilaine                               | APEMVE                                                        | essieux |       |
| « B? » avec châssis                               |       | Tramways d'Ille et Vilaine                               | APEMVE                                                        | essieux |       |
| « B13 »                                           |       | Voies Ferrées Economiques du Poitou                      | APEMVE                                                        | essieux |       |

#### Wagons

##### À voie métrique
| wagons          | année | origine                            | localisation | type    | photo |
| wagons "girafe" |       | Entreprise de travaux ferroviaires | CFA          | essieux |       |

##### À voie 60 cm
| wagons | année | constructeur       | origine                                                              | localisation | type                                              | photo |
| K4175  | 1913  | Decauville         | CFD Indre et Loire transformé en baladeuse sur bogies Péchot ex Lego | APEMVE       | Couvert à voie métrique                           |       |
| K4176  | 1913  | Decauville         | CFD Indre et Loire transformé en baladeuse sur bogies Péchot ex Lego | APEMVE       | Couvert à voie métrique                           |       |
| K4177  | 1913  | Decauville         | CFD Indre et Loire transformé en baladeuse sur bogies Péchot ex Lego | APEMVE       | Couvert à voie métrique                           |       |
| K4178  | 1913  | Decauville         | CFD Indre et Loire transformé en baladeuse sur bogies Péchot ex Lego | APEMVE       | Couvert à voie métrique                           |       |
| K4179  | 1913  | Decauville         | CFD Indre et Loire transformé en baladeuse sur bogies Péchot ex Lego | APEMVE       | Couvert à voie métrique                           |       |
| F4     | 1880  | Ateliers de Marly  | CFD Indre et Loire sur bogies Péchot                                 | APEMVE       | Couvert à voie métrique                           |       |
| F6     | 1880  | Ateliers de Marly  | CFD Indre et Loire sur bogies Péchot                                 | APEMVE       | Couvert à voie métrique                           |       |
| DBF36  | 1890  | De Dietrich        | CFD Indre et Loire sur bogies Decauville 1915 ex TPT                 | APEMVE       | fourgon postal à voie métrique                    |       |
| ?      | 1890  | Deckers            | Sucrerie de Maizy                                                    | APEMVE       | ex tombereau n°101(modif Maizy)                   |       |
| ?      | ?     | Carel Frères       | Tramway du Loir & Cher puis Tramway du Loiret                        | APEMVE       | Couvert à voie métrique                           |       |
| L200   | 1916  | Clayton            | Tramway de Pithiviers à Toury                                        | APEMVE       | Tombereau à bogies                                |       |
|        | 1918  | Feldbahn           | Teichgut Ismaning bei München                                        | APEMVE       | Plat à bogies                                     |       |
| N°1    |       | Decauville         | Sucrerie de Cramaille                                                | APEMVE       | Citerne à essieux                                 |       |
|        | 1915  | Decauville         | Luchaire, la Chapelle St Ursin (18)                                  | APEMVE       | Plat à ridelle à bogies                           |       |
|        | 1888  | Péchot             | Luchaire, la Chapelle St Ursin (18)                                  | APEMVE       | Plateforme bogies                                 |       |
|        |       | Patry              | Mine Cogéma Vendée                                                   | APEMVE       | 3 Voitures de mine à essieux                      |       |
|        |       | Ateliers Commentry | Mine de la Cogéma                                                    | APEMVE       | 2 Berlines de mine à essieux                      |       |
|        |       |                    | Mine de Merlebach                                                    | APEMVE       | Voiture de mine à bogies - voie de 57 cm          |       |
|        |       |                    | Mine de Merlebach                                                    | APEMVE       | Plat à bogies - voie de 57 cm                     |       |
|        |       |                    | Mine de Merlebach                                                    | APEMVE       | Plat surbaissé à bogies - voie de 57 cm           |       |
|        |       |                    | Mine de Merlebach                                                    | APEMVE       | 2 Ballastières centrale à essieux - voie de 57 cm |       |
|        |       |                    | Mine de Merlebach                                                    | APEMVE       | 2 trucks miniers à essieux - voie de 57 cm        |       |
|        | 1952  | Waggonbau Weimar   | CF Forstier de Hajnowka Pologne                                      | APEMVE       | 2 Porte grumes à bogies                           |       |
| A      |       | Decauville         | provenance inconnue                                                  | APEMVE       | Benne à essieux - 750 l                           |       |
| N      | 1939  | Astur              | Sablière de Darvault                                                 | APEMVE       | Benne à essieux                                   |       |
| 409    |       |                    | Ardoisière de Trélazé                                                | APEMVE       | ballastière latérale à essieux                    |       |
| 410    |       |                    | Ardoisière de Trélazé                                                | APEMVE       | ballastière latérale à essieux                    |       |
| 411    |       |                    | Ardoisière de Trélazé                                                | APEMVE       | ballastière latérale à essieux                    |       |
| 413    |       |                    | Ardoisière de Trélazé                                                | APEMVE       | ballastière latérale à essieux                    |       |
| 414    |       |                    | Ardoisière de Trélazé                                                | APEMVE       | ballastière latérale à essieux                    |       |
| 416    |       |                    | Ardoisière de Trélazé                                                | APEMVE       | ballastière latérale à essieux                    |       |
|        |       | Pétolat            | Scierie de l'Etang des Bois                                          | APEMVE       | 2 Plats renforcés à essieux                       |       |
|        | 1913  | Gebrüder Gastell   | Guerre de 14 puis Carrière de Wassy                                  | APEMVE       | Plat à essieux - ancien tombereau                 |       |